# 六郷村 (群馬県邑楽郡)
六郷村（ろくごうむら）は群馬県の南東部、邑楽郡に属していた村。

## 地理
- 河川：谷田川、近藤川

## 歴史
- 1889年（明治22年）4月1日 - 町村制施行により周辺6村（新宿村、小桑原村、青柳村、堀工村、近藤村、松原村）が合併し六郷村が成立する。
- 1954年（昭和29年）4月1日 - 周辺1町6村（館林町、郷谷村、大島村、赤羽村、三野谷村、多々良村、渡瀬村）と合併し館林市となる。

## 教育

### 学校
- 小学校
  - 六郷村立六郷小学校（現：館林市立第六小学校）